# Mýa
Mýa Marie Harrison, född 10 oktober 1979 i Washington, D.C., mononymt känd som enbart Mýa, är en amerikansk Grammy Award-vinnande R&B-sångerska, musikkompositör och skådespelerska.
Mýas självbetitlade debutalbum släpptes via Interscope Records den 21 april 1998. Albumet sålde över 1,4 miljoner exemplar i USA och platinacertifierades den 1 oktober samma år. Skivan ådrog sig positiva reaktioner från musikrecensenter och mottog flera prisnomineringar, som bland annat två Soul Train Award-nomineringar och en NAACP Image Award-nominering. Mýa framhävde två guldcertifierade musiksinglar; "It's All About Me" och "My First Night with You". Sångerskans andra studioalbum; Fear of Flying, gavs ut år 2000 och blev en större internationell framgång än tidigare. Skivan blev Mýas debut i Europa, Asien och Oceanien med topp-fyrtio positioner i de flesta länder. I sångerskans hemland sålde Fear of Flying cirka 1,2 miljoner kopior och certifierades återigen platina av RIAA (Recording Industry Association of America). Albumets andra singel, "Case of the Ex", blev Mýas genombrottssingel med en andraplats på singellistan Billboard Hot 100.
År 2001 spelade Mýa, P!nk, Christina Aguilera och Lil' Kim in musik till den amerikanska filmen Moulin Rouge!, vilket gav singeln "Lady Marmalade". Låten, Mýas största framgång hittills i karriären, blev en internationell smash-hit som klättrade till förstaplatsen på flesta listor singeln låg på och vann en amerikansk Grammy Award. År 2003 släpptes sångerskans tredje studioalbum, Moodring, som blev Mýas hittills[när?] sista album release i USA. Skivan markerar sångerskans högst-listpresterande album i karriären med en andra respektive tredje plats på USA:s Top R&B/Hip-Hop Albums och Billboard 200. Moodring sålde 589.000 exemplar och certifierades med guldstatus. Plattans ledande singel, "My Love Is Like...Wo!", blev en topp-tjugo hit i USA. År 2002 fick Mýa sin första stora filmroll i musikalen Chicago, hennes prestationer i filmen belönades med en Screen Actors Guild Award.
Mýas senare diskografi består av skivorna Liberation (2007), Sugar & Spice (2008) och K.I.S.S. (2011). Dessa album har enbart getts ut via digital nedladdning i Japan och förblivit outgivna på övriga internationella territorier.
Billboard rankade Mýa på en 97:e plats på deras lista över de "Hot 100 Artists of 2000s". Hon har även deltagit i den amerikanska versionen av Let's Dance där hon kom till en andraplats.

## Diskografi
| Studioalbum - 1998: Mýa - 2000: Fear of Flying - 2003: Moodring - 2007: Liberation - 2008: Sugar & Spice - 2011: K.I.S.S. | Övriga album - 2010: Beauty & the Streets Vol. 1 (Mixtape) |